# Кярла-Куллі
Кя́рла-Ку́ллі (ест. Kärla-Kulli küla) — село в Естонії, у волості Ляене-Сааре повіту Сааремаа.

## Населення
Чисельність населення на 31 грудня 2011 року становила 3 особи.

## Географія
Село розташоване на схід від селища Кярла. Через село проходить дорога, що виходить до автошляху 118 (Симера — Кярла — Удувере).

## Історія
До 12 грудня 2014 року село входило до складу волості Кярла й мало назву Куллі.